# Capcom
Cet article concerne l'entreprise de jeux vidéo. Pour le métier de l'aéronautique, voir Capsule Communicator.
Capcom Co., Ltd. (株式会社カプコン, Kabushiki-gaisha Kapukon) est une société japonaise, fondée en 1983, qui développe et édite des jeux vidéo, dans le monde entier, par le biais de filiales et succursales situées en Amérique du Nord, en Europe, ainsi qu'en Asie orientale.
L'entreprise est connue pour être à l'origine de plusieurs franchises de jeux vidéo célèbres dont les épisodes se sont vendus à plusieurs millions d'exemplaires, notamment pour les séries Monster Hunter, Resident Evil, Street Fighter, ou encore Megaman.

## Description
À l'origine de la branche japonaise de Capcom, la société I.R.M Corporation, fondée le 30 mai 1979, et sa filiale Japan Capsule Computers Co., Ltd, deux entreprises consacrées à la fabrication et à la distribution de machines de jeux électroniques. Les deux sociétés subissent un changement de nom pour devenir Sambi Co., Ltd en septembre 1981, tandis que Capcom Co., Ltd est créé le 11 juin 1983 dans le but de prendre en charge le département de vente interne.
En janvier 1989, Capcom Co., Ltd fusionne avec Sambi Co., Ltd, pour devenir l'actuelle branche japonaise de Capcom. Le nom Capcom est un mot-valise formé à partir de l'expression «Capsule Computers», où Computers fait référence aux ordinateurs (dont le marché était en grosse expansion lors de la création de l'entreprise), et Capsule évoque un conteneur à la fois, d'un jeu et d'un divertissement de qualité, mais également permettant de proposer un jeu vidéo plus sécurisé et protégé pour éviter le piratage.
La première production de Capcom, Little League est une machine arcade de baseball de table sortie en 1983, il faut attendre l'année suivante pour que la société sorte son premier vrai jeu vidéo Vulgus. Débutant avec le portage sur NES du titre 1942 en décembre 1985, la société commence alors à se lancer dans le marché des jeux vidéo sur console de salon, qui deviendra son principal secteur d'activité quelques années plus tard. Depuis, Capcom a créé 15 séries de jeu qui se sont vendues à plusieurs millions d'exemplaires, dont sa plus emblématique, Resident Evil.
Connu internationalement, notamment à travers les séries Street Fighter et Monster Hunter, Capcom se distingue par la qualité de ses logiciels, que ce soit dans le domaine des jeux de combat, d'action (Megaman, Devil May Cry) ou du survival horror (Resident Evil, Dino Crisis).
La société fait régulièrement l'objet de sollicitations des 3 grands fabricants de consoles (Nintendo, Sony et Microsoft) afin d'obtenir l'exclusivité de son catalogue, Capcom ayant refusé de nombreux ponts d'or afin de conserver son indépendance.
En 2008, Capcom rachète les studios K2, connus pour leur série Tenchu. En juillet 2008, Capcom s'implante en France avec sa filiale Capcom Entertainment France. La responsabilité de cette filiale est confiée à Antoine Seux (auparavant DG de Midway France).
La dernière sortie en date de la société est ''Dragon's Dogma 2'', sorti le 22 mars 2024. Le jeu est un RPG à monde ouvert qui propose une exploration[Quoi ?], avec un système de quête secondaire et principale.

## Historique
(31 mai 2025).
- mai 1979 : la société I.R.M Corporation est fondée par Kenzo Tsujimoto (en). Elle produit et distribue des machines de jeux électroniques.
- mai 1981 : création de la filiale Japan Capsule Computer Co., Ltd.
- juin 1983 : Capsule Computer devient Capcom Co., Ltd.
- mai 1984 : sortie de Vulgus, premier jeu d'arcade de Capcom.
- août 1985 : établissement de Capcom U.S.A., Inc., filiale nord américaine de la société, basée en Californie.
- décembre 1987 : sortie du jeu Megaman au Japon. Premier jeu d'une longue série.
- décembre 1989 : Final Fight fait son apparition dans les salles d'arcade. Ce Beat them all est une véritable référence du genre.
- mars 1991 : sortie de Street Fighter II: The World Warrior, immense succès sur borne d'arcade qui classe immédiatement Capcom parmi les sociétés de création de jeux vidéo les plus importantes et copiées.
- juillet 1993 : établissement de Capcom Asia Co., Ltd. à Hong Kong, dans le but de distribuer les produits Capcom en Chine et en Asie du Sud-Est.
- mars 1996 : sortie de Resident Evil sur PlayStation qui, s'il reprend les bases posées par Alone in the Dark, parvient à créer un genre auprès du public. La série connaîtra par la suite de nombreux opus et remake.
- septembre 1996 : Capcom lance X-Men vs. Street Fighter, le premier crossover mélangeant deux univers totalement différents, dont un qui ne leur appartient pas.
- juillet 1998 : formation de Capcom Eurosoft Ltd., division européenne de Capcom[6].
- août 2001 : sortie du premier titre Devil May Cry, un jeu de type Beat them all. À l'origine, le jeu était une version en développement de Resident Evil 4[7] qui a été rejeté puis conservé pour former un jeu totalement à part.
- octobre 2001 : sortie du premier jeu Ace Attorney, Phoenix Wright: Ace Attorney sur Game Boy Advance. Il sera réédité en 2005 sur Nintendo DS avec une affaire supplémentaire utilisant les capacités du nouveau support.
- octobre 2002 : sortie du deuxième jeu de la saga Ace Attorney, Phoenix Wright: Ace Attorney - Justice for all.
- janvier 2004 : sortie du troisième jeu de la saga Ace Attorney, Phoenix Wright: Ace Attorney - Trials and Tribulations.
- janvier 2005 : sortie de Resident Evil 4 marquant un tournant dans la série pour son changement profond dans la réalisation[8]. Le jeu est une réussite critique et commerciale ayant reçu plusieurs distinctions.
- avril 2007 : sortie du quatrième jeu de la saga Ace Attorney, Apollo Justice: Ace Attorney.
- juillet 2008 : sortie de Street Fighter IV sur Taito Type X², sur console au début l'année suivante, puis sur PC encore une année plus tard. Trois suites sont sorties à ce jour, à savoir Super Street Fighter IV, Super Street Fighter IV Arcade Edition et Ultra Street Fighter IV.
- décembre 2008 : Capcom lance le Wii Based avec le jeu Tatsunoko Vs Capcom: Cross Generation of Heroes.
- mars 2009 : sortie de Resident Evil 5 qui reprend le héros Chris Redfield. Il est le jeu le plus vendu de la série[9].
- mai 2009 : sortie du cinquième jeu de la saga Ace Attorney, le spin-off Ace Attorney Investigations: Miles Edgeworth.
- février 2011 : sortie du sixième jeu de la saga Ace Attorney, le deuxième spin-off Gyakuten Kenji 2 seulement au japon. Bien qu'aucune sortie en Europe ou aux États-Unis n'a eu lieu, un groupe de fan à néanmoins traduits les textes du jeu en anglais, donnant naissance au patch du jeu Ace Attorney Investigations: Miles Edgeworth: Prosecutor's Path.
- octobre 2012 : sortie de Resident Evil 6 étant le premier opus de la série reprenant les héros Chris et Léon.
- novembre 2012 : sortie du septième jeu de la saga Ace Attorney, avec Level-5, le troisième spin-off et crossover Professeur Layton vs. Phoenix Wright: Ace Attorney. C'est le premier jeu de la série à sorte sur Nintendo 3DS.
- juin 2013 : sortie du huitième jeu de la saga Ace Attorney, Phoenix Wright: Ace Attorney: Dual Destinies.
- juillet 2015 : sortie du neuvième jeu de la saga Ace Attorney, le quatrième spin-off Dai Gyakuten Saiban: Naruhodō Ryūnosuke no Bōken au Japon. De même que pour le précédent spin-off, bien qu'il n'y ai jamais eu de sortie du jeu en Europe, il existe un patch fait par la communauté qui permet de jouer au jeu en anglais.
- juin 2016 : sortie du dixième jeu de la saga Ace Attorney, Phoenix Wright: Ace Attorney: Spirit of Justice.
- janvier 2017 : sortie de Resident Evil 7: Biohazard avec comme héros principal un parfait inconnu : Ethan Winters. Cet opus prône un retour aux fondamentaux de la série et aux racines du survival-horror. Il s'agit du premier épisode de la saga qui adopte une vue subjective FPS[10].
- août 2017 : sortie du onzième jeu de la saga Ace Attorney, le cinquième spin-off Dai Gyakuten Saiban 2: Naruhodō Ryūnosuke no Kakugo qui fait suite au précendent Dai Gyakuten Saiban, et n'a pas eu non plus de sortie en Europe ou aux États-Unis.
- janvier 2018 : sortie de Monster Hunter: World qui dépassera les six millions d'exemplaires vendus en deux semaines, devenant ainsi le jeu vidéo de la firme à atteindre le plus rapidement ce total[11].
- avril 2019 : sortie de Pheonix Wright: Ace Attorney Trilogy, la réédition des trois premiers jeux Ace Attorney, tout d'abord au Japon et en anglais, puis en version française, allemande, chinoise et coréenne quelques mois plus tard.
- automne 2020 : Capcom est victime d'une cyberattaque: 350.000 dossiers[12], contenant parfois des informations confidentielles, sont volés par un groupe appelé « Ragnar Locker » et, après que Capcom n'a pas payé de rançon, elles sont postées sur le dark web[13].

En mai 2025, Capcom lance la construction d'un nouvel immeuble à côté de son siège actuel, à Osaka, pour répondre à des résultats financiers en hausse pour la douzième année consécutive. L'immeuble devrait être terminé au cours de l'année 2027 et pourrait alors accueillir une partie des 4 001 employés prévus pour 2026 par la firme,.

## Yashichi
Le Yashichi traverse les âges, les jeux et les plates-formes de la société Capcom. C'est un objet que l'on retrouve souvent dans l'univers Capcom, il possède différentes vertus et qualités suivant le jeu dans lequel il se trouve.

## Studios internes
- Blue Harvest LLC
- Capcom Entertainment Korea
- Capcom Interactive
- Capcom Interactive Canada
- Capcom Pictures
- Capcom Production Studio 1
- Capcom Production Studio 2
- Capcom Production Studio 3
- Capcom Production Studio 4
- Capcom Production Studio 5
- Capcom Production Studio 8 (fermé)
- Capcom Vancouver (fermé)
- Clover Studio (fermé)
- Flagship (fermé)
- K2 Co., Ltd.

## Principales franchises
Liste des principales franchises de Capcom, avec leur première date de sortie, leur nom et leur genre:
- 1984 - 1942 - shoot them up
- 1985 - Ghosts'n Goblins - action/plates-formes
- 1987 - Megaman - plates-formes
- 1987 - Bionic Commando - plates-formes
- 1987 - Street Fighter - combat 2D
- 1989 - Final Fight - Beat them all
- 1989 - Strider - action/plates-formes
- 1993 - Breath of Fire - rôle
- 1994 - Darkstalkers - combat 2D
- 1996 - Resident Evil - survival horror
- 1997 - Rival Schools - combat 3D
- 1999 - Power Stone - combat multijoueur
- 1999 - Dino Crisis - survival horror
- 2001 - Devil May Cry - Beat them all
- 2001 - Onimusha - Beat them all
- 2001 - Ace Attorney - aventure/visual novel
- 2002 - Steel Battalion - simulation
- 2003 - Viewtiful Joe - Beat them all
- 2004 - Monster Hunter - aventure
- 2005 - Sengoku Basara - Beat them all
- 2006 - Ōkami - action/aventure
- 2006 - Dead Rising - Beat them all/aventure
- 2007 - Lost Planet - tir à la troisième personne
- 2011 - Ghost Trick - aventure/réflexion
- 2012 - Dragon's Dogma - Action RPG
- 2023 - Exoprimal - tir à la troisième personne

## Systèmes d'arcade
- Z80 Based
- Commando
- Section Z
- 68000 Based
- Mitchell
- Capcom Play System
- Capcom Play System 2
- Capcom Play System 3
- Wii Based